# Satelitní televize

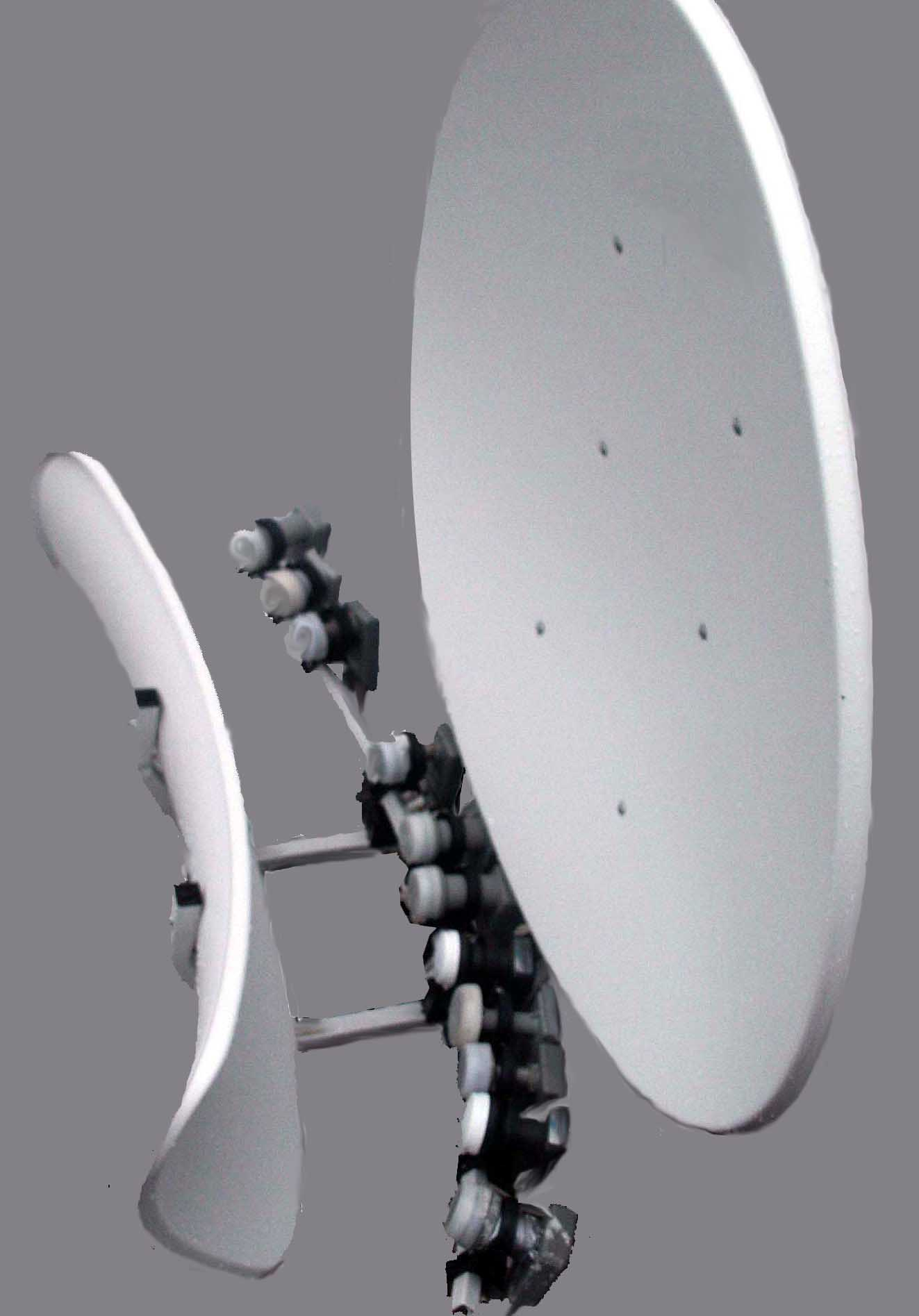
Toroidní parabolická anténa, prostředek pro příjem satelitního signálu

Satelitní televize využívá k přenosu televizního vysílání umělé družice umístěné na oběžné dráze kolem Země. Signál z družice je obvykle přijímán na venkovní parabolickou anténu lidově zvanou satelitní anténa nebo satelitní talíř. Přijímač satelitní televize bývá buď součástí televizoru (televizor s vestavěným satelitním tunerem), nebo jde o samostatné zařízení (set-top-box) připojené k televizoru vhodným kabelem. Existují také satelitní TV karty, které lze připojit k počítači a sledovat pak televizní pořady na jeho obrazovce.

Výhodou satelitní televize je možnost pokrytí rozsáhlého území televizním signálem za pomocí jediné družice. V odlehlých oblastech, kam nevedou rozvody kabelové televize a kde nejsou zbudovány vysílače pozemní televize, je satelitní televize jediným možným řešením. Nevýhodou je finanční a technická náročnost přípravy a provozu jak družice tak podpůrného pozemního vysílacího systému.

## Historie
První satelitní televizní přenos mezi Evropou a USA zprostředkovala roku 1962 družice TELSTAR 1. Spojení nebylo stálé, ale bylo možné po dobu asi 20 minut několikrát denně. Přijímací / vysílací pozemní stanice byly v USA, Francii a Velké Británii. Během 60. a 70. let 20. století vzniklo několik sítí satelitní televize, např. Orbita a Ekran v Sovětském svazu nebo Anik v Severní Americe.
Dříve se družice satelitní televize umísťovaly na eliptickou oběžnou dráhu s dobou oběhu 12 hodin. Dnes je nejběžnější geostacionární dráha, kdy se družice při pozorování ze Země jeví, jako by visela na stále stejném místě. Družice jsou umístěny na oběžné dráze kruhového tvaru asi 35 800 km nad povrchem Země nad rovníkem.

## Přenosový řetězec
Přenosový řetězec satelitní televize sestává z pozemní vysílací stanice, kde je televizní signál ze studia převeden na vysokofrekvenční signál. Ten je poté zesílen a prostřednictvím vysílače s velkou parabolickou anténou odvysílán na družici. Spojení mezi pozemní stanicí a družicí se nazývá Uplink. Transpondér na družici přijatý signál zkonvertuje na nižší kmitočet (Ku pásmo nebo C pásmo) a odvysílá jej zpět k zemi, kde jej přijímají zákazníci. Spojení mezi družicí a přijímačem se nazývá Downlink. Aby se signály družic vzájemně nerušily musí být mezi družicemi určitá minimální vzdálenost. Družice vysílající v C pásmu jsou od sebe vzdáleny alespoň o 2°, družice vysílající v Ku pásmu jsou od sebe vzdáleny alespoň 1°. Existuje ale možnost kolokace, kdy jednu orbitální pozici sdílí více družic, jejichž signály se navzájem neruší.

## Formy vysílání

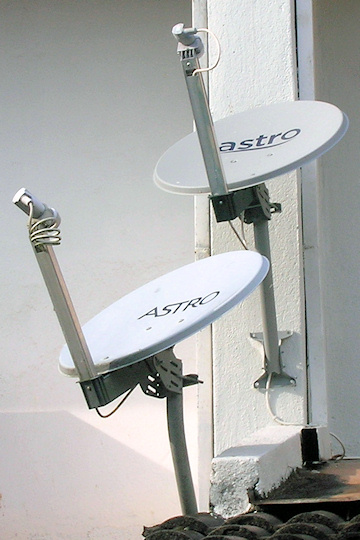
Satelitní antény společnosti Astro, spodní starší a vrchní novější model

Vysílání satelitní televize může mít analogovou nebo digitální formu. Analogová forma vysílání je v dnešní době zastaralá a kromě posledních 35 kanálů vysílaných pro území jižní Ameriky byla ukončena. Analogové satelitní vysílání v Evropě bylo ukončeno s vypnutím posledních analogových transponderů satelitů Astra vysílajících z pozice 19,2°E dne 30.04.2012 . Naopak digitální vysílání zažilo rozmach. Oproti analogu má hned několik výhod. Na místě jednoho analogového programu jich v digitální podobě může vysílat hned několik, navíc kromě obrazu a zvuku lze vysílat informace o vysílaném pořadu a o pořadech následujících, lze přidat zvukový doprovod ve více jazycích. Lze vysílat obraz s vysokým rozlišením – HDTV. V Evropě se používá standard DVB-S a DVB-S2.

Signál satelitní televize může být v šifrované nebo nešifrované podobě. Nešifrovaný signál (FTA) lze přijímat volně, bez nutnosti dalších poplatků. Šifrovaný signál (označovaný často jako kódovaný signál) mohou přijímat jen majitelé přijímačů s patřičným dekodérem a dekódovací kartou. Kartu je nutno zakoupit u provozovatele placené televize a to buď za jednorázový poplatek nebo formou pravidelných poplatků za sledování placené televize.